# New England Patriots 1971
La stagione 1971 dei New England Patriots è stata la 2ª della franchigia nella National Football League, la 12ª complessiva e la seconda con John Mazur.. Fino alla stagione precedente, la squadra era nota come Boston Patriots. Dopo avere brevemente cambiato la denominazione in Bay State Patriots, il club adottò il nome di New England Patriots, per dare un respiro più regionale e affermare l'uguale distanza tra Boston e Providence. In possesso della prima scelta assoluta nel Draft NFL 1971, i Patriots scelsero il quarterback vincitore dell'Heisman Trophy Jim Plunkett.

## Roster

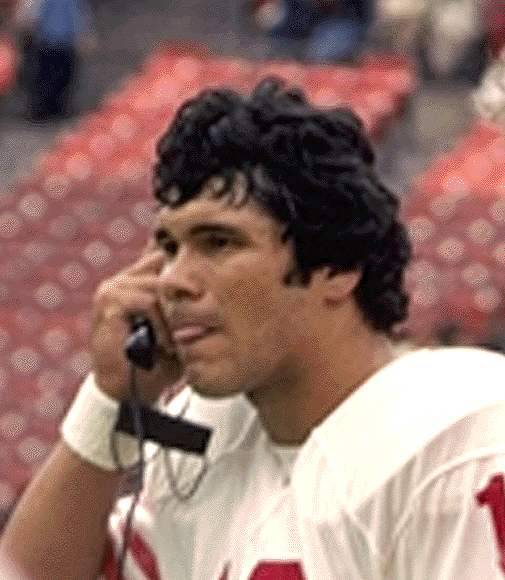
I Patriors scelsero Jim Plunkett come primo assoluto nel Draft 1971

Tutti i seguenti giocatori hanno disputato almeno una partita con i New England Patriots nel 1971.
| Nome             | Ruolo  | Note |
| ---------------- | ------ | ---- |
| Randy Vataha     | WR     |      |
| Jim Plunkett     | QB     |      |
| Jim Nance        | RB     |      |
| Carl Garrett     | RB     |      |
| Tom Neville      | Tackle |      |
| Bill Lenkaitis   | C      |      |
| Julius Adams     | DE     |      |
| Tom Beer         | TE     |      |
| Ron Berger       | DE     |      |
| Randy Beverly    | CB     |      |
| Hubie Bryant     | WR     |      |
| James Cheyunski  | LB     |      |
| Bob Gladieux     | WR     |      |
| Charlie Gogolak  | K      |      |
| Rickie Harris    | S      |      |
| Tom Janik        | P      |      |
| Odell Lawson     | RB     |      |
| Jack Maitland    | RB     |      |
| Mike Montler     | Tackle |      |
| Ed Philpott      | LB     |      |
| David Rowe       | DT     |      |
| Dennis Wirgowski | DT     |      |
| Don Webb         | S      |      |
| Al Sykes         | WR     |      |
| Ron Sellers      | WR     |      |
| John Outlaw      | DB     |      |
| Steve Kiner      | DB     |      |
| Reggie Rucker    | WR     |      |
| Halvor Hagen     | OT     |      |
| Bob Gladieux     | RB     |      |
| Eric Crabtree    | WR     |      |
| Phil Clark       | DB     |      |
| Roland Moss      | TE     |      |
| Houston Antwine  | DE     |      |

## Calendario
| Turno | Data  | Avversario             | Risultato | Risultato | Risultato | Stadio                      | Record | Pubblico |
| Turno | Data  | Avversario             | PF        | PS        | Ris.      | Stadio                      | Record | Pubblico |
| ----- | ----- | ---------------------- | --------- | --------- | --------- | --------------------------- | ------ | -------- |
| 1     | 19/9  | Oakland Raiders        | 20        | 6         | V         | Schaeffer Stadium           | 1–0    | 55,405   |
| 2     | 26/9  | Detroit Lions          | 7         | 34        | S         | Schaeffer Stadium           | 1–1    | 61,057   |
| 3     | 3/10  | Baltimore Colts        | 3         | 23        | S         | Schaeffer Stadium           | 1–2    | 61,232   |
| 4     | 10/10 | New York Jets          | 20        | 0         | V         | Schaeffer Stadium           | 2–2    | 61,357   |
| 5     | 17/10 | at Miami Dolphins      | 3         | 41        | S         | Miami Orange Bowl           | 2–3    | 58,822   |
| 6     | 24/10 | at Dallas Cowboys      | 21        | 44        | S         | Texas Stadium               | 2–4    | 65,708   |
| 7     | 31/10 | at San Francisco 49ers | 10        | 27        | S         | Candlestick Park            | 2–5    | 45,092   |
| 8     | 7/11  | Houston Oilers         | 28        | 20        | V         | Schaeffer Stadium           | 3–5    | 53,155   |
| 9     | 14/11 | Buffalo Bills          | 38        | 33        | V         | Schaeffer Stadium           | 4–5    | 57,446   |
| 10    | 21/11 | at Cleveland Browns    | 7         | 27        | S         | Cleveland Municipal Stadium | 4–6    | 65,238   |
| 11    | 28/11 | at Buffalo Bills       | 20        | 27        | S         | War Memorial Stadium        | 4–7    | 27,166   |
| 12    | 5/12  | Miami Dolphins         | 34        | 13        | V         | Schaeffer Stadium           | 5–7    | 61,457   |
| 13    | 12/12 | at New York Jets       | 6         | 13        | S         | Shea Stadium                | 5–8    | 63,175   |
| 14    | 19/12 | at Baltimore Colts     | 21        | 17        | V         | Memorial Stadium            | 6–8    | 57,942   |

## Classifiche
| AFC East             | AFC East | AFC East | AFC East | AFC East | AFC East | AFC East | AFC East | AFC East | AFC East |
|                      | V        | S        | P        | PCT      | DIV      | CONF     | PF       | PS       | Str.     |
| -------------------- | -------- | -------- | -------- | -------- | -------- | -------- | -------- | -------- | -------- |
| Miami Dolphins       | 10       | 3        | 1        | .769     | 5–3      | 7–3–1    | 315      | 174      | V1       |
| Baltimore Colts      | 10       | 4        | 0        | .714     | 6–2      | 8–3      | 313      | 140      | S1       |
| New England Patriots | 6        | 8        | 0        | .429     | 4–4      | 6–5      | 238      | 325      | V1       |
| New York Jets        | 6        | 8        | 0        | .429     | 4–4      | 6–5      | 212      | 299      | V2       |
| Buffalo Bills        | 1        | 13       | 0        | .071     | 1–7      | 1–10     | 184      | 394      | S3       |

Nota: Le partite pareggiate non vennero conteggiate a fini delle classifiche fino al 1972.